# Кастел'Арквато
Кастел'Арквато је насеље у Италији у округу Пјаченца, региону Емилија-Ромања.
Према процени из 2011. у насељу је живело 2392 становника. Насеље се налази на надморској висини од 154 м.

## Становништво
| 1951. | 1961. | 1971. | 1981. | 1991. | 2001. | 2011. |
| ----- | ----- | ----- | ----- | ----- | ----- | ----- |
| 6.365 | 5.624 | 4.646 | 4.518 | 4.405 | 4.567 | 4.712 |